# 19005 Teckman
19005 Teckman este o planetă minoră (asteroid) din centura de asteroizi. A fost descoperită pe 1 septembrie 2000 la Experimental Test Site⁠(d) de Lincoln Near-Earth Asteroid Research. 
Obiectul prezintă o orbită caracterizată de o semiaxă mare de 2,8658385 UAi, o excentricitate de 0,05, o înclinație de 1,1829 ° în raport cu ecliptica.